# Червоноплугатарська загальноосвітня школа (Чернігівська область)
Червоноплугата́рська ЗОШ І-ІІІ ступенів — навчальний заклад с. Червоний Плугатар Талалаївського району Чернігівської області

## Історія закладу
В 1923 у колишньому маєтку поміщика Демченка відкрилася початкова школа.
Першим учителем був Грибаненко Степан Федорович, який вів клас-комплект з 4-ох класів.
Після Грибаненка С. Ф. з 1932 учителює Горянський Михайло Федорович з Красного Колядина (очолював школу ЛІКНЕПу, був розстріляний нацистами в роки війни).
Пізніше у школі працювали:
- Луценко Павло Якович
- Логвиненко Григорій Григорович
- Трикоз Андрій Данилович
- Луценко Євдокія Іванівна
- Купріянко Стелла Миколаївна
- Касяненко Марія Кіндратівна
- Малик Надія Хомівна
- Яковенко Анатолій Іванович

Від початку своєї діяльності школа мала назву Першотравнева початкова школа, а 1970 перейменовується на Червоноплугатарську початкову школу. Школа проіснувала 67 років, до 21 серпня 1990.
Вона знаходилась у мальовничому куточку, але добиратися до неї малим дітям було далеко і важко, особливо зимою, коли було багато снігу. Колгосп допомагав підвозити учнів до школи кіньми. В ближніх селах теж були лише початкові школи, після закінчення яких діти навчалися в селищі Дмитрівка Бахмацького району, куди добиралися поїздом Кременчук-Бахмач, та селі Скороходове Талалаївського району.
Майже 20 років керівники початкових шкіл Яковенко А.І, Бондар А. О. та жителі сіл клопотали про будівництво нової школи.
У 1985 місцевий колгосп ім. Фрунзе очолив молодий голова Король Микола Олексійович. Він в 1989 спочатку за колгоспні кошти, а потім за державні протягом 9 місяців побудував двоповерхову школу-садок на 224 учнівських місць, яка мала всі необхідні навчальні кабінети, майстерню по дереву та металу, їдальню, актовий та спортивний зали. Всі кабінети забезпечені необхідним приладдям. Червоноплугатарська школа була перша в районі, де відкрився комп'ютерний клас із 13 «Корветів».
У січні 1991 для вивчення тракторної справи школа отримала новий трактор МТЗ-80 з причепом.
Колгосп ім. Фрунзе організував підвіз дітей до школи з інших сіл, а також харчування в їдальні за рахунок колгоспу.
Величезну допомогу в організації будівництва школи та обладнанні кабінетів надав тодішній завідувач Талалаївського районного відділу народної освіти Сенча Василь Якович.
Окрім школи колгосп будує в селі нову вулицю, де вчорашні студенти-вчителі отримують новенькі будинки. Це подружжя Киричків, Соломах, Несенів, Прохорчуків, Кононіченків.
На період будівництва школи та підбору педагогічних кадрів директором призначають найдосвідченішого директора школи з Талалаївки Бурку Івана Івановича, який до цього близько 20 років очолював Талалаївську середню школу. У зв'язку з організацією Червоноплугатарської середньої школи закриваються Червоноплугатарська, Обухівська, Степанівська і Новопетрівська початкові школи.
З 1990 в приміщенні школи розпочав свою навчально-виховну роботу і дитячий садок. Завідувачкою цього виховного закладу була Нішта Ніна Михайлівна, вихователем — Рамазан Світлана Василівна. На час відкриття школи-саду у 1990 в дитсадку було більше 20 дітей. 1998 дитячий садок було закрито в зв'язку з відсутністю температурного режиму і дітей у ньому. Кімнати дитячого садка були перероблені на класні кабінети. Завідувачкою садка на той час була Приймак Оксана Анатоліївна.
У 2001 роботу дитячого садка було відновлено, завідувачкою знову стала Нішта Ніна Миколаївна.
У 2003 в дію ввійшла Програма «Шкільний автобус». Завдячуючи начальнику відділу освіти Буші Р. М., було організовано підвіз учителів та учнів з сіл Поповичка, Обухове, Рубанове, Рябухи, Степанівське, Петькове.
У 2001 школа одна з перших у районі вийшла в Інтернет, створивши свій сайт. Цьому сприяли консультанти Канадського Міжнародного центру дистанційного керівництва самоосвітою Ярмош Г. С. і Ярмош А. Г. — вихідці села Поповичка, які проживають у Торонто.

## Перший учительський колектив Червоноплугатарської середньої школи
1. Яковенко Анатолій Іванович — директор школи, вчитель музики, «Заслужений учитель України»
2. Загурська Лариса Миколаївна — заступник директора по навчально-виховній роботі, вчитель математики
3. Яресько Надія Володимирівна — заступник директора по позакласній і позашкільній роботі, вчитель української мови.
4. Бондар Анатолій Омелянович — голова профкому, «Старший учитель», класовод 1 класу
5. Михайленко Любов Миколаївна — учитель початкових класів, 2 клас
6. Несен Лілія Володимирівна — учитель початкових класів, 4 клас
7. Іщенко Надія Хомівна — учитель початкових класів, 3 клас
8. Михно Сергій Анатолійович — учитель історії, кл. керівник 5 класу
9. Прохорчук Олександр Володимирович — учитель української мови та літератури, кл. керівник 11 класу
10. Прохорчук Ольга Василівна — учитель української мови та літератури
11. Соломаха Олексій Іванович — учитель допризовної підготовки молоді
12. Соломаха Світлана Олександрівна — учитель хімії і біології, кл. керівник 6 класу
13. Кононіченко Олександр Миколайович — учитель трудового навчання
14. Кононіченко Світлана Павлівна — учитель фізики, кл керівник 7 класу
15. Киричок Володимир Андрійович — учитель іноземної мови, кл керівник 8 класу
16. Киричок Тетяна Владиславівна — учитель іноземної мови та російської мови і літератури, кл керівник 10 класу
17. Несен Олексій Антонович — учитель математики й інформатики, кл. керівник 9 класу
18. Мокій Тетяна Вікторівна — піонервожата
19. Смілик Людмила Миколаївна — учитель початкових класів, вихователь ГПД
20. Сухова Любов Василівна — вихователь ГПД
21. Безугла Валентина Григорівна — вихователь ГПД
22. Коваль Катерина Іллівна — учитель початкових класів
23. Мусієнко Василь Володимирович — майстер практичної їзди
24. Король Таїсія Семенівна — лаборант
25. Ткаченко Ніна Миколаївна — бібліотекар